# Gars
Gars (Garzo in italiano desueto e occitano) è un comune francese di 60 abitanti situato nel dipartimento delle Alpi Marittime della regione della Provenza-Alpi-Costa Azzurra.

## Società

### Evoluzione demografica
Abitanti censiti